# 1534 en santé et médecine
| Années de la santé et de la médecine : 1531 - 1532 - 1533 - 1534 - 1535 - 1536 - 1537    |
| Décennies de la santé et de la médecine : 1500 - 1510 - 1520 - 1530 - 1540 - 1550 - 1560 |

Cet article présente les faits marquants de l'année 1534 en santé et médecine.

## Fondation
- Le roi François Ier fonde à Paris, rue Portefoin,  l'hôpital des Enfants-Dieu « pour les orphelins de parents décédés à l'Hôtel-Dieu, appelés « Enfants rouges » à cause de leur costume de drap rouge[1] ».

## Publications
- Impression à Cologne, chez Johann Gymnich, du Botanologicon d'Euricius Cordus  (1486-1535), médecin et botaniste allemand[2].
- Thomas Paynell (fl. 1528-1567) publie sa traduction anglaise d'un traité de peste, qu'il intitule A Much Profitable Treatise Against the Pestilence[3].

## Naissances
- 6 novembre : Joachim Camerarius le Jeune (mort en 1598), médecin et botaniste allemand, auteur d'un Hortus medicus et philosophicus qui sera imprimé pour la première fois en 1588 à Francfort chez Johann Feherabend[4],[5],[6].
- Volcher Coiter (mort en 1576), médecin et naturaliste néerlandais, auteur en 1572 d'un ouvrage d'anatomie intitulé Principalium humani corporis partium tabulae[7],[8].
- Samuel Eisenmenger (mort en 1585), médecin, astrologue et cartographe allemand, auteur de la Cyclopaedia Paracelsica Christiana parue en 1585 à Bruxelles, chez Samuel Siderocrate Brettano[9].

## Décès
- 25 novembre : Otto Brunfels (né vers 1488), théologien et naturaliste allemand[10].
- Ambrosius Jung (pl) (né en 1471), médecin d'Augsbourg, fils du médecin Johann Ambrosius (mort en 1515), auteur avec son père d'un traité intitulé De morbo mal de Franco, imprimé pour la première fois à Augsbourg en 1497[11].